# دم‌سرخ سرآبی
دم‌سرخ سرآبی (نام علمی: Phoenicurus caeruleocephala) نام یک گونه از تیره مگس‌گیران است.